# Interhotel Bohemia
Interhotel Bohemia je dominantou centra města Ústí nad Labem, stojí na Mírovém náměstí číslo 6. Čtrnáctipodlažní panelovou budovu navrhl a zrealizoval architekt Gustav Brix. Vstupní haly, kavárny a restaurace navrhli architekti Ladislav Špás a Antonín Werner. Objekt byl pro veřejnost slavnostně otevřen 1. května 1968 a jeho název vzešel z veřejné soutěže realizované již v roce 1965. O původní vnější podobu přišel v roce 2012 při kontroverzní rekonstrukci.
Vnitřní výzdobu hotelu provedli především severočeští výtvarníci. V restauraci a salóncích jsou nainstalovány keramické stěny tří autorů: Richard Ťápal, Bohdan Kopecký a Jaroslav Bejček. Jaroslav Bejček a Miroslav Raboch vytvořili také dekorativní vitráže. Další skleněnou výzdobu a leptané výplně dveří zajistila sklářská škola v Železném Brodě. Skleněné stěny upevněné do hliníkových rámů zrealizovali skláři Ladislav Oliva a Karel Wünsch. Jednotlivá patra schodiště jsou dekorována mozaikami Jaroslava Klápště a kovovými reliéfy Ladislava Lapáčka, Dalibora Matouše a Alexe Berana. Autorská umělecká díla najdeme i v reprezentačních místnostech a hotelových pokojích. Jedná se o závěsné obrazy Josefa Menše, Miroslava Houry, Karla Solaříka, Vladimíra Šavla, Jindřicha Helekala, Mileny Talváňové atd.

## Galerie

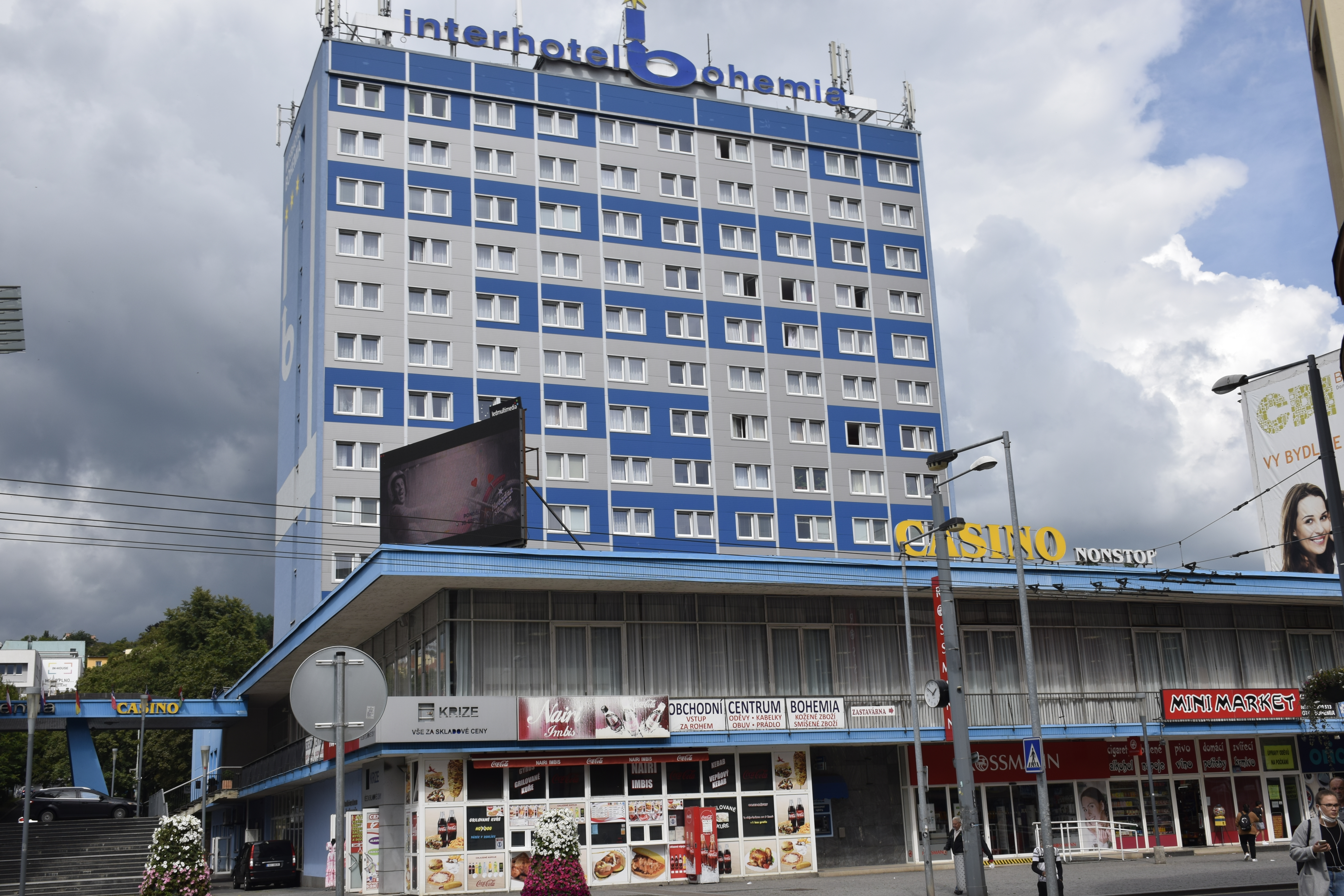
Čelní pohled
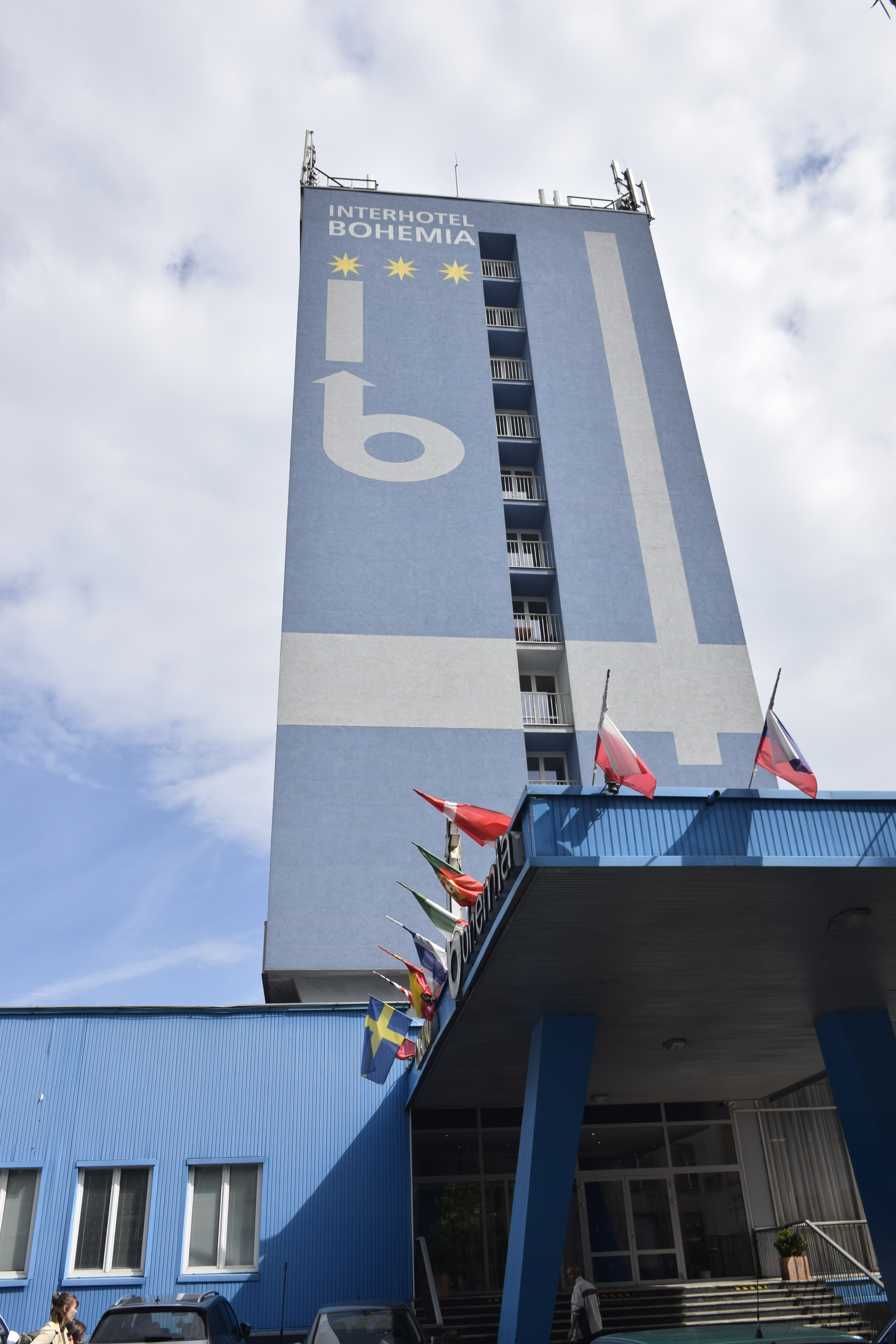
Boční pohled
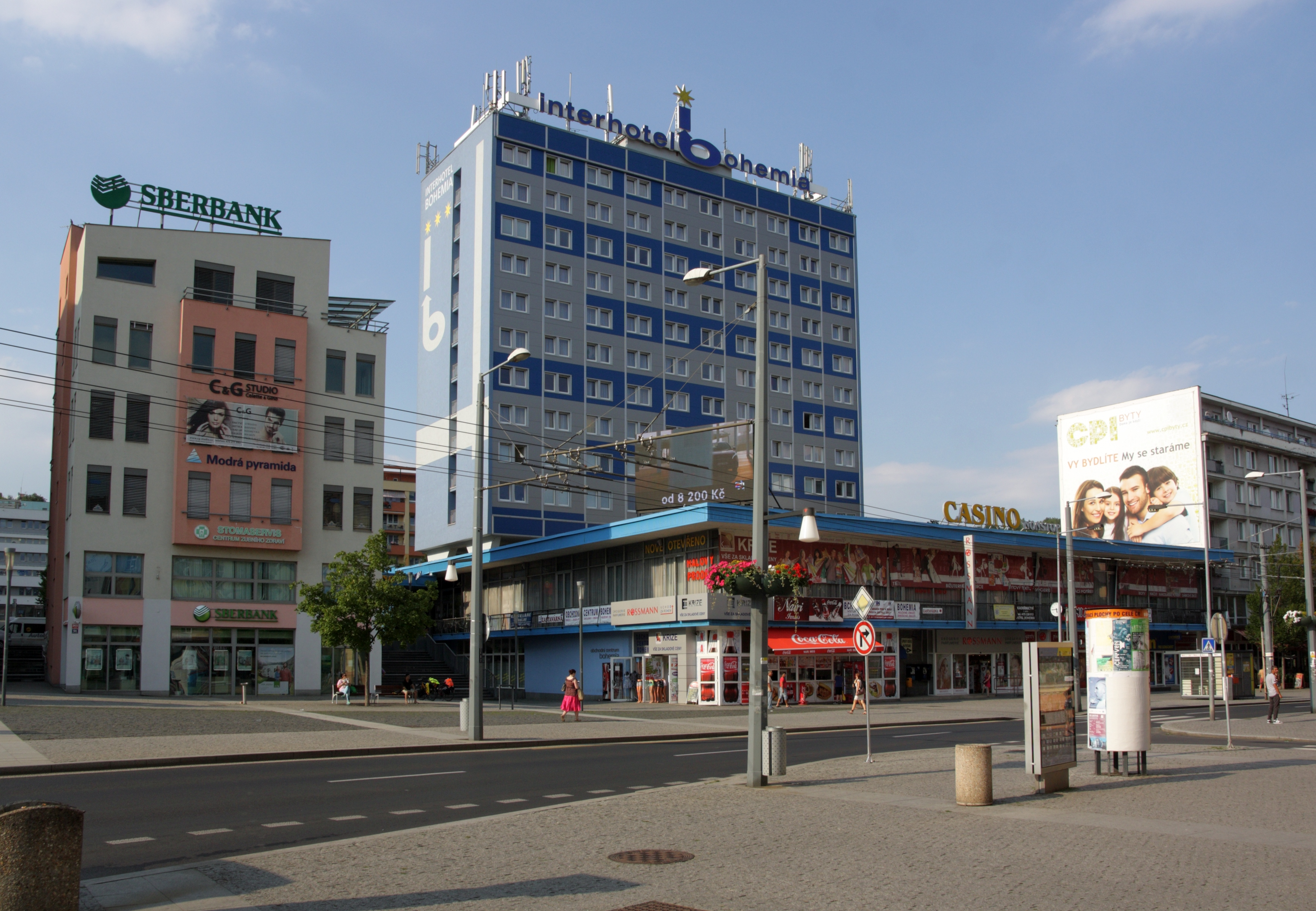
Celkový pohled